# Dienchaeta enderleini
Dienchaeta enderleini är en tvåvingeart som först beskrevs av Townsend 1931.  Dienchaeta enderleini ingår i släktet Dienchaeta och familjen köttflugor.
Artens utbredningsområde är Colombia. Inga underarter finns listade i Catalogue of Life.